# Chaetabraeus mulleri
Chaetabraeus mulleri är en skalbaggsart som beskrevs av Thérond 1967. Chaetabraeus mulleri ingår i släktet Chaetabraeus och familjen stumpbaggar. Inga underarter finns listade i Catalogue of Life.